# Витрата
Ви́трата (подавання) — кількість переміщуваної чи подаваної рідини, газу або сипкої речовини (масова, об’ємна чи вагова) за одиницю часу через поперечний переріз.
При вимірюванні об'єму рідини (газу), що протікає через переріз визначають витрату об’ємну (Fоб), при вимірюванні маси — витрату масову (Fм). Для усталеного потоку Fоб дорівнює добутку середньої по перерізу швидкості потоку на площу поперечного перерізу; Fм – добутку густини речовини на Fоб Одиницями витрати є м3/c (об’ємної) або кг/с (масової). У нафтогазопромисловій справі витрати рідини (газу) вимірюють в м3/доб, т/доб (тис. м3/доб). Вимірювання витрат рідини (газу) проводять витратоміром.

## Видивитрат
- Об'ємна витрата, Qоб (рос. расход объемный; англ. volumetric flow rate) - об'єм рідини, що протікає через переріз за одиницю часу (м3/с, л/год).
- Масова витрата, Qм, (рос. расход массовый; англ. mass flow rate; нім. Massenabgabe f) – витрата рідини, газу або сипкої речовини, що визначається в одиницях маси та часу (кг/с, моль/с).
- Масова витрата (подача) насоса, Qн (рос. массовая подача насоса; англ. mass rate of flow; нім. Massenfördermenge m) – добуток величини густини ρ переміщуваної рідини та об’ємної витрати (подачі) насоса: q = ρ Q. У разі значної зміни густини в розрахунках використовують значення густини ρ на вході в насос.
- Питома витрата рідини, яку ідентифікують як Інтенсивність потоку рідини (рос. интенсивность потока; англ. flow intensity, flow rate, flux level; нім. Stromintensität f). Одиниці виміру: метр кубічний на секунду (м³/с)